# 韋爾比夫卡 (里普基區)
52°1′45″N 31°13′45″E / 52.02917°N 31.22917°E
韋爾比夫卡（烏克蘭語：Вербівка），是烏克蘭北部的村莊，隸屬切爾尼希夫州的切爾尼希夫區。該村始建於十七世紀，面積1.97平方公里，海拔高度147米，2001年人口310，人口密度每平方公里157.36人。